# Nathalie Besèr

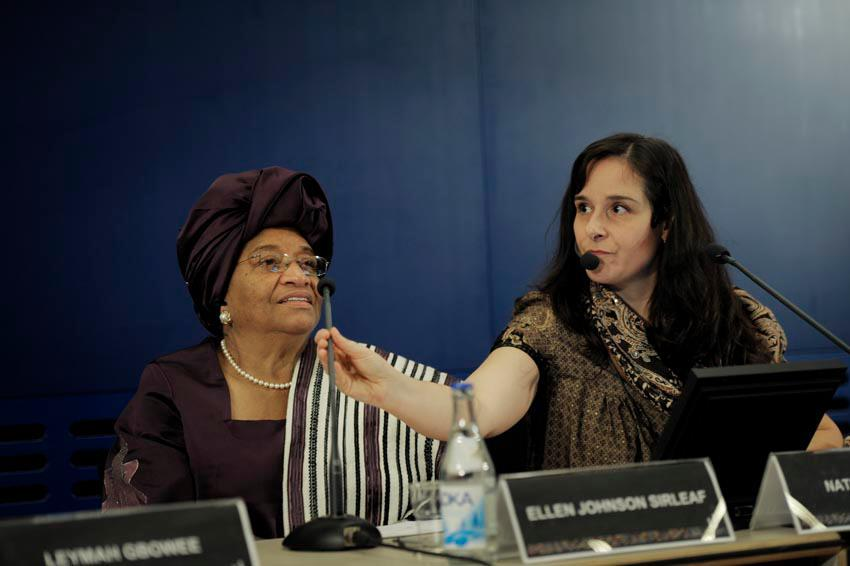
Nathalie Beser modererar ett samtal med Liberias tidigare president Ellen Johnson Sirleaf.

Nathalie Besèr, född 1972, är en svensk journalist. Hon arbetade vid Sveriges Radios Ekoredaktion mellan åren 1998 och 2007 som reporter, programledare och producent. Under en period 2001 var hon Sveriges Radios Mellanösternkorrespondent, baserad i Kairo. Mellan åren 2007 och 2009 var hon reporter och fotograf på Dagens Nyheter. Hon blev sedermera tidningens Mellanösternkorrespondent, efter Michael Winiarski. 2010 anställdes hon som senior rådgivare på Utrikespolitiska institutet. Från 2013 var hon verksam som utrikesreporter på TT Nyhetsbyrån.
Nathalie Beser gjorde uppmärksammade intervjuer med ledarna i Mellanöstern, däribland den  tidigare israeliske presidenten Shimon Peres och den tidigare palestinske premiärministern Salam Fayyad. Hon har också intervjuat och fotograferat Dalai lama.
Nathalie Besèr är gift med Peter Brune. 